# The Boy Who Murdered Love
The Boy Who Murdered Love – pierwszy singel z debiutanckiej płyty brytyjskiej piosenkarki Diany Vickers pod tytułem Songs from the Tainted Cherry Tree. Singel został wydany 19 lipca 2010 roku.